# Liolaemus pictus
Espèce
Statut de conservation UICN

 LC  : Préoccupation mineure
Synonymes
- Proctotretus pictus Duméril & Bibron, 1837
- Chrysosaurus morio Gay, 1848
- Proctotretus prasinus Cope, 1868
- Liolaemus argentinus Müller & Hellmich, 1939
- Liolaemus chiloeensis Müller & Hellmich, 1939
- Liolaemus talcanensis Urbina & Zungia, 1977
- Liolaemus septentrionalis Pincheira-Donoso & Nunez, 2005

Liolaemus pictus est une espèce de sauriens de la famille des Liolaemidae.

## Répartition

Répartition

Cette espèce se rencontre dans le sud du Chili et en Argentine.

## Description
C'est un saurien vivipare.

## Liste des sous-espèces
Selon The Reptile Database (15 mars 2013) :
- Liolaemus pictus argentinus Müller & Hellmich, 1939
- Liolaemus pictus chiloeensis Müller & Hellmich, 1939
- Liolaemus pictus codoceae Pincheira-Donoso & Nunez, 2005
- Liolaemus pictus major Boulenger, 1885
- Liolaemus pictus pictus (Duméril & Biron, 1837)
- Liolaemus pictus talcanensis Urbina & Zuñiga, 1977

## Taxinomie
La sous-espèce Liolaemus pictus septentrionalis a été élevée au rang d'espèce.

## Publications originales
- Boulenger, 1885 : Catalogue of the lizards in the British Museum (Natural History) II. Iguanidae, Xenosauridae, Zonuridae, Anguidae, Anniellidae, Helodermatidae, Varanidae, Xantusiidae, Teiidae, Amphisbaenidae, Second edition, London, vol. 2, p. 1-497 (texte intégral).
- Duméril & Bibron, 1837 : Erpétologie Générale ou Histoire Naturelle Complète des Reptiles. Librairie. Encyclopédique Roret, Paris, vol. 4, p. 1-570 (texte intégral).
- Müller & Hellmich, 1939 : Liolaemus-Arten aus dem westlichen Argentinien. Zoologischer Anzeiger, vol. 128, p. 1-17.
- Pincheira-Donoso & Nunez, 2005 : The Chilean species of the genus Liolaemus Wiegmann, 1834 (Iguania, Tropiduridae, Liolaeminae). Taxonomy, systematics and evolution. Museo Nacional de Historia Natural, Santiago de Chile, Publicaciones Ocasionales, no 59, p. 360.
- Urbina & Zuñiga, 1977 : Liolaemus pictus talcanensis nov. subsp. (Squamata - Iguanidae) nuevo reptil para el archipiélago de Chiloé. Anales del Museo de Historia Natural de Valparaíso (Chile), vol. 10, p. 69-74.